# Ida Brun

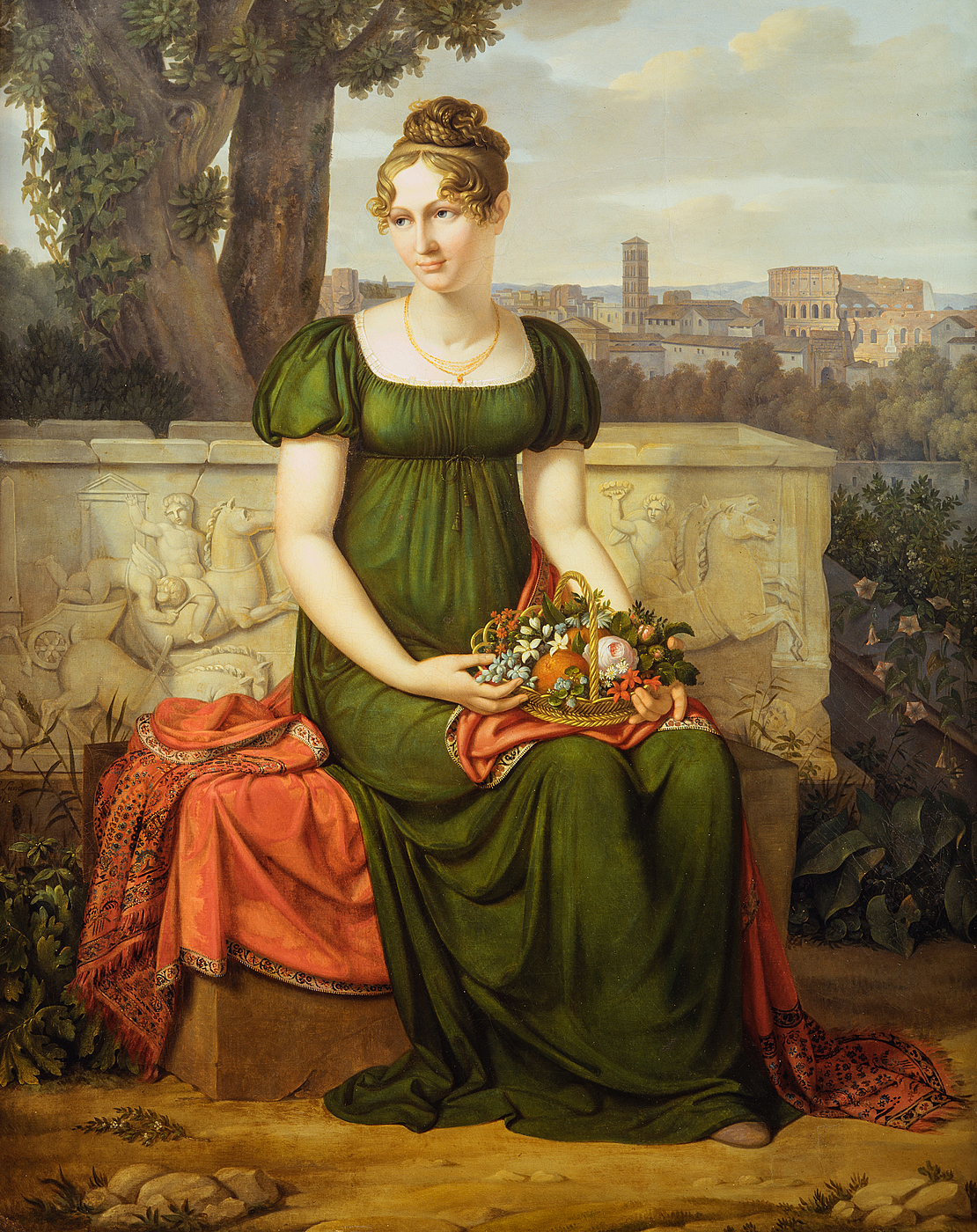
Ida Brun, Johann Ludwig Lund 1810

Adelaide Caroline Johanne Brun (bekannt als Ida Brun und später als Ida von Bombelles; * 20. September 1792 in Kongens Lyngby; † 23. November 1857 in Wien) war eine dänische Sängerin, Tänzerin und klassische Pantomime im Genre, das als Mimoplastic art oder Attitüde bekannt ist. Mit ihrer Kunst zog sie zu Beginn des 19. Jahrhunderts ganz Europa in ihren Bann.

## Leben
Ida Brun wurde 1792 auf Sophienholm, dem Familiengut in Lyngby, geboren. Sie war die jüngste Tochter des Kaufmanns Constantin Brun und der Autorin und Salonnière Friederike Brun. Sie war eines von fünf Kindern. Zu ihren Geschwistern gehörten der Diplomat Carl Friedrich Balthasar Brun (1784–1869), Charlotte Brun (geb. 1788) und Augusta (Guste) Brun (geb. 1790).
Schon in jungen Jahren zeigte Ida Brun die Fähigkeit, als Sängerin und Tänzerin aufzutreten. Sie wurde von ihrer Mutter zu den von Lady Emma Hamilton entwickelten Attituden (oder „lebenden Skulpturen“) ermutigt, die sie 1796 in Neapel gesehen hatte. Zusammen mit ihrer Mutter reiste Ida von 1801 bis 1810 nach Deutschland, in die Schweiz und nach Italien. Wo immer sie auch hinkam, wurde sie von den besten Lehrern in Gesang, Musik und Tanz ausgebildet. 1803, im Alter von 11 Jahren, trat sie für Goethe in Jena auf.
Bei ihren Auftritten bewegte sie sich behutsam in jede Position und erstarrte einige Sekunden, bevor sie sich anmutig in die Falten ihrer Tunika hüllte, um klassische Figuren wie Iphigenie, Galatea, Eurydike, Diana, Aurora und Althaia darzustellen. Ihre Körperhaltungen sind in Zeichnungen von Christoph Heinrich Kniep und in den Gedichten von Alphonse de Lamartine sowie in der Korrespondenz ihrer Mutter und in der 1824 erschienenen Biographie Idas ästhetische Entwicklung festgehalten.
Ihre Haltungspräsentationen wurden von zeitgenössischen Künstlern wie Goethe, August Wilhelm Schlegel, Germaine de Staël und insbesondere von Bertel Thorvaldsen bewundert. Thorvaldsen hatte sich verpflichtet, Brun Zeichenunterricht zu erteilen, zog es jedoch vor, sie vorsingen zu lassen, während er sie auf der Gitarre begleitete. Tief beeindruckt von Bruns Schönheit und Anmut modellierte Thorvaldsen 1810 eine Porträtbüste von ihr. Sie wurde für ihre mimische Haltung ebenso berühmt wie Lady Hamilton. In den Salons wurde sie von den männlichen Besuchern als das Ideal der Kunst vergöttert. Sie war auch für ihren Gesang bekannt und ahmte Angelica Catalani nach, eine der bedeutendsten italienischen Opernsängerinnen dieser Zeit. Auch andere Künstlerinnen der damaligen Zeit, wie etwa Henriette Hendel-Schütz, präsentierten Attituden in ähnlicher Weise. Im Unterschied zu Lady Hamiltons Darbietungen enthielten Bruns Auftritte Hintergrundmusik und Erzählungen. Brun entwickelte die Attitüde als kleine Ballette.
Brun trat ohne Gage oder Gehalt auf, da sie aus einer der reichsten Familien Dänemarks stammte. Tickets für ihre exklusiven Privatauftritte wurden nie verkauft. Von 1806 bis 1816 war Brun eine der Hauptattraktionen in den Salons ihrer Mutter in Kopenhagen, Genf und Rom. Unter dem Leistungsdruck entwickelte sie Magersucht.
1816 heiratete sie den österreichischen Botschafter in Dänemark, Graf Ludwig Philipp von Bombelles. Die Ehe wurde als Flucht aus der Kunst angesehen. Nach ihrer Heirat konzentrierte sich Brun bis zum Tod ihres Mannes im Jahr 1843 auf das Singen, als sie die Gefährtin der 1847 verstorbenen Marie Louise von Bourbon-Parma, der Witwe Napoleons, wurde. Anschließend zog sie nach Wien, wo sie 1857 starb.

„Ich habe schon gesagt, dass die Bildhauerei im Allgemeinen unter der völligen Vernachlässigung der Tanzkunst gelitten hat; das einzige Phänomen dieser Kunst in Deutschland ist Ida Brun, ein junges Mädchen, das aufgrund seiner sozialen Stellung vom Künstlerleben ausgeschlossen ist. Sie hat von der Natur und von ihrer Mutter eine außergewöhnliche Gabe erhalten, mit einfachen Gesten die berührendsten Bilder oder die schönsten Statuen darzustellen. Ihr Tanz ist nur eine Folge von vergänglichen Meisterwerken, die man für immer fixieren möchte; und Idas Mutter hat in ihren Gedanken alles begriffen, was ihr Kind durch ihre Bewegungen ausdrückt ... Ich habe gesehen, wie Ida, als sie noch ein Kind war, Althaea darstellte, die dabei war, die Fackel zu verbrennen, von der das Leben ihres Sohnes Meleager abhängt; sie drückte wortlos den Kummer, die seelische Zerrissenheit, die schreckliche Entschlossenheit einer Mutter aus. Zweifellos dienten ihre lebhaften Blicke dazu, uns verständlich zu machen, was in ihrem Herzen vorging, aber die Kunst, ihre Gesten zu variieren und sich kunstvoll in den purpurnen Mantel zu hüllen, den sie trug, wirkte mindestens ebenso viel wie ihr Antlitz. Sie verharrte oft lange Zeit in derselben Haltung, und jedes Mal hätte kein Maler etwas Besseres erfinden können als das Bild, das sie improvisierte. Solch ein Talent ist einzigartig.“

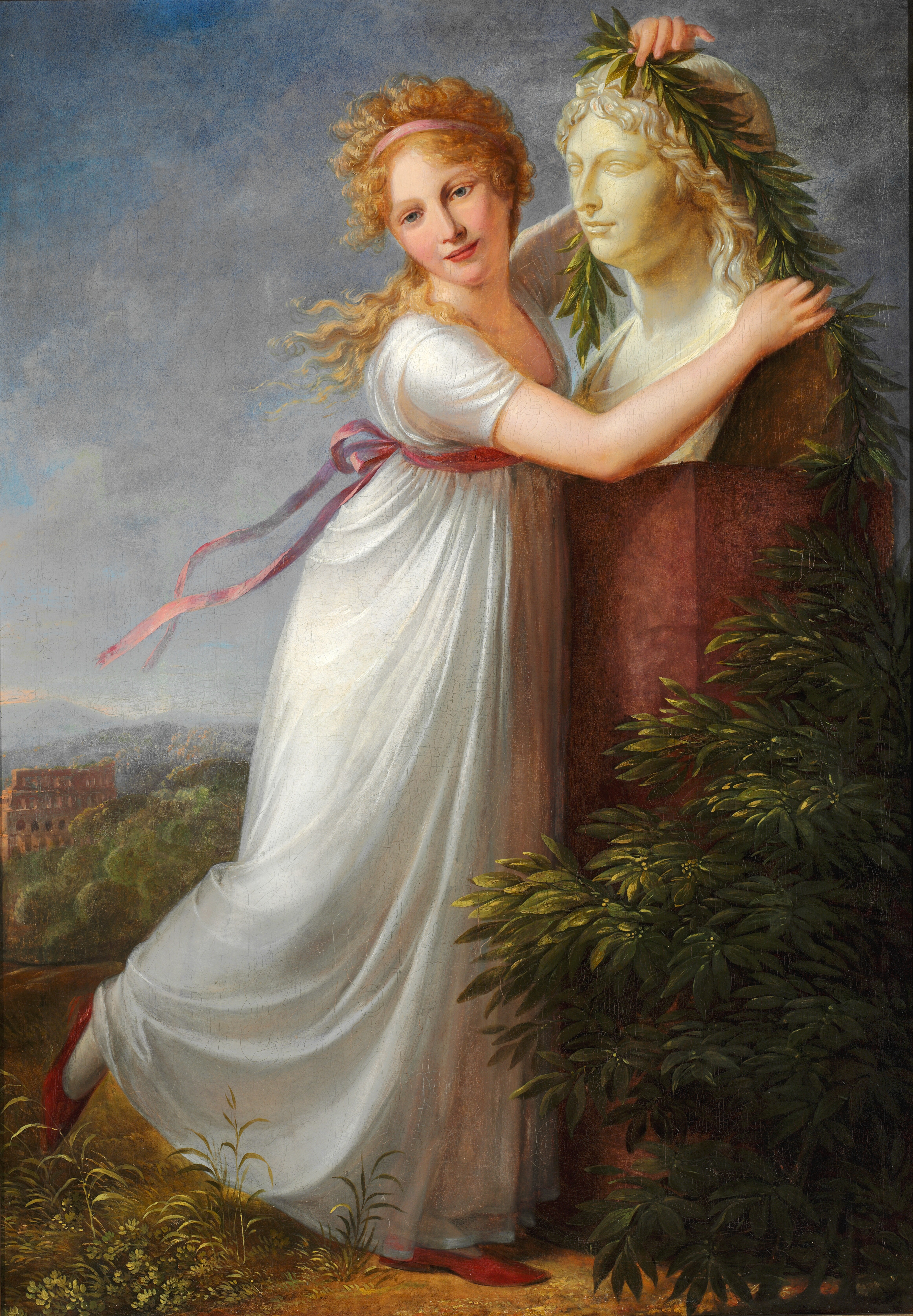
Ida Brun mit der Büste ihrer Mutter von Philipp Friedrich von Hetsch, 1810
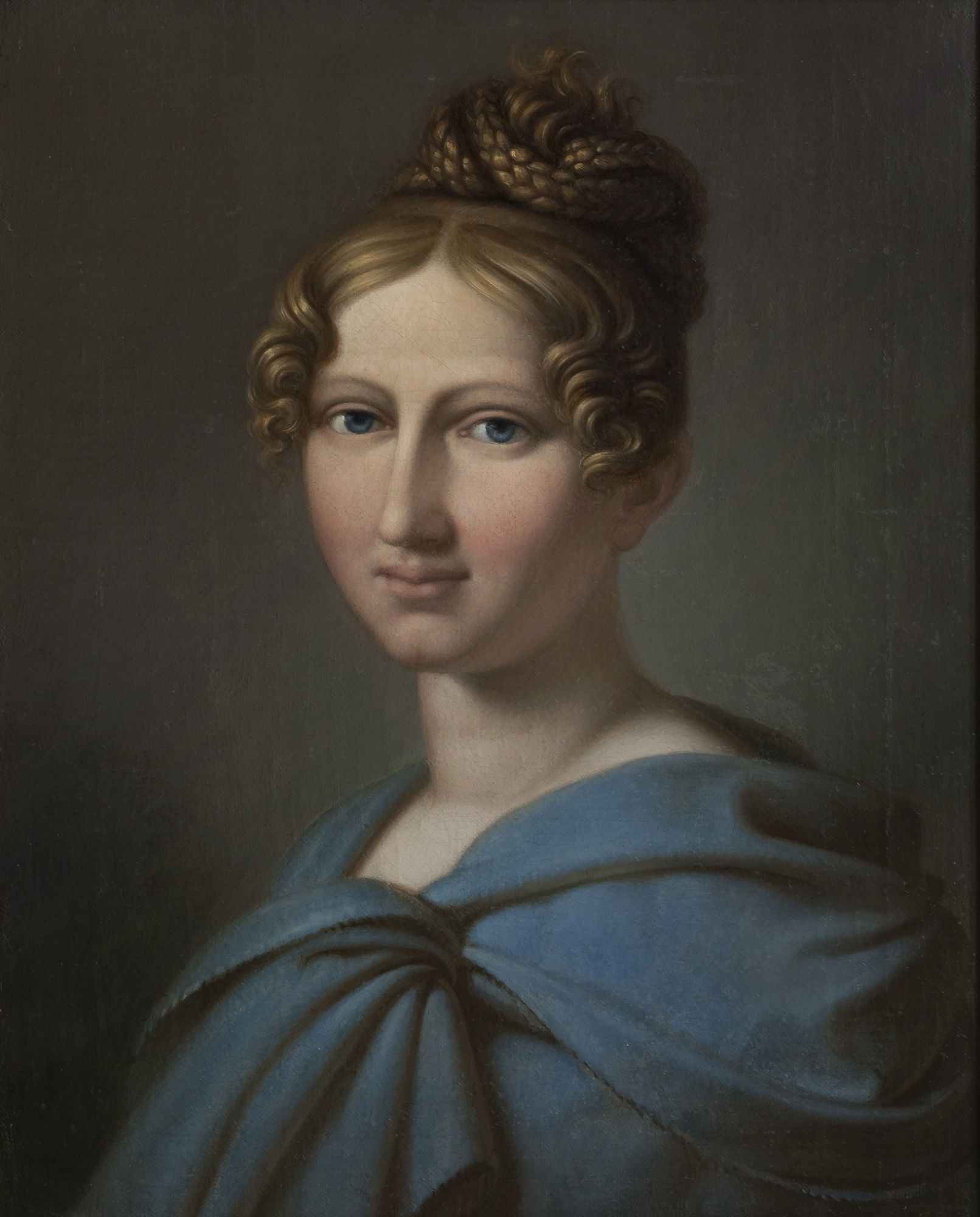
Ida Brun, Porträt von Johann Ludwig Lund, 1810
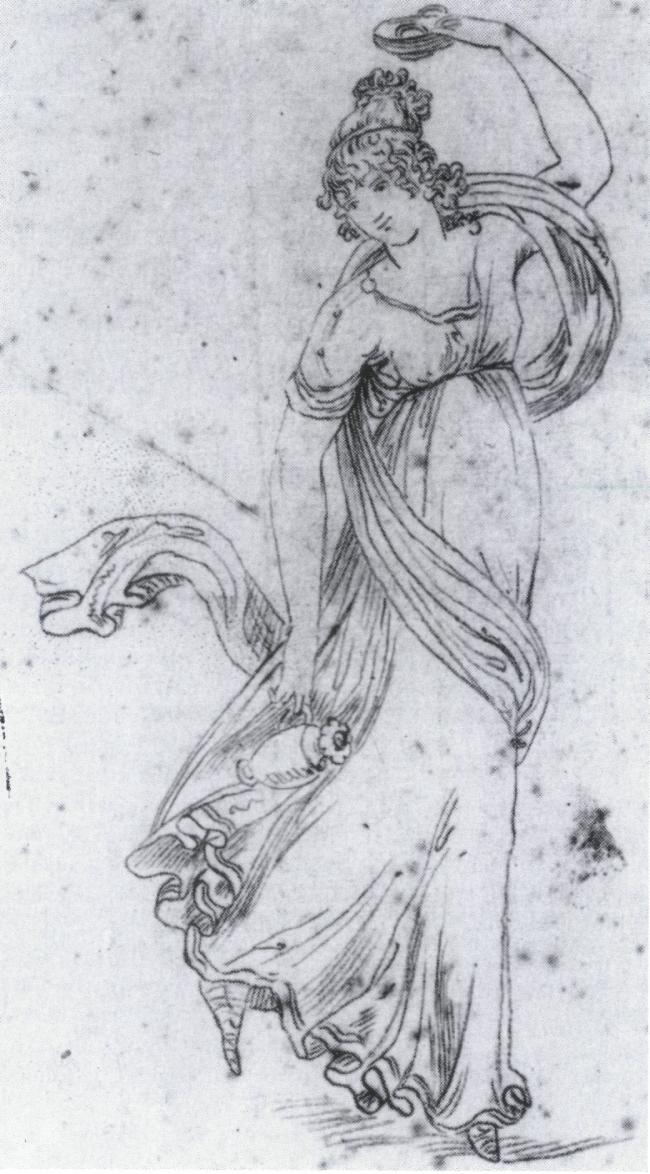
Zeichnung von Christoph Heinrich Kniep mit dem Titel „Ida Brun in Attitüde“, 1815
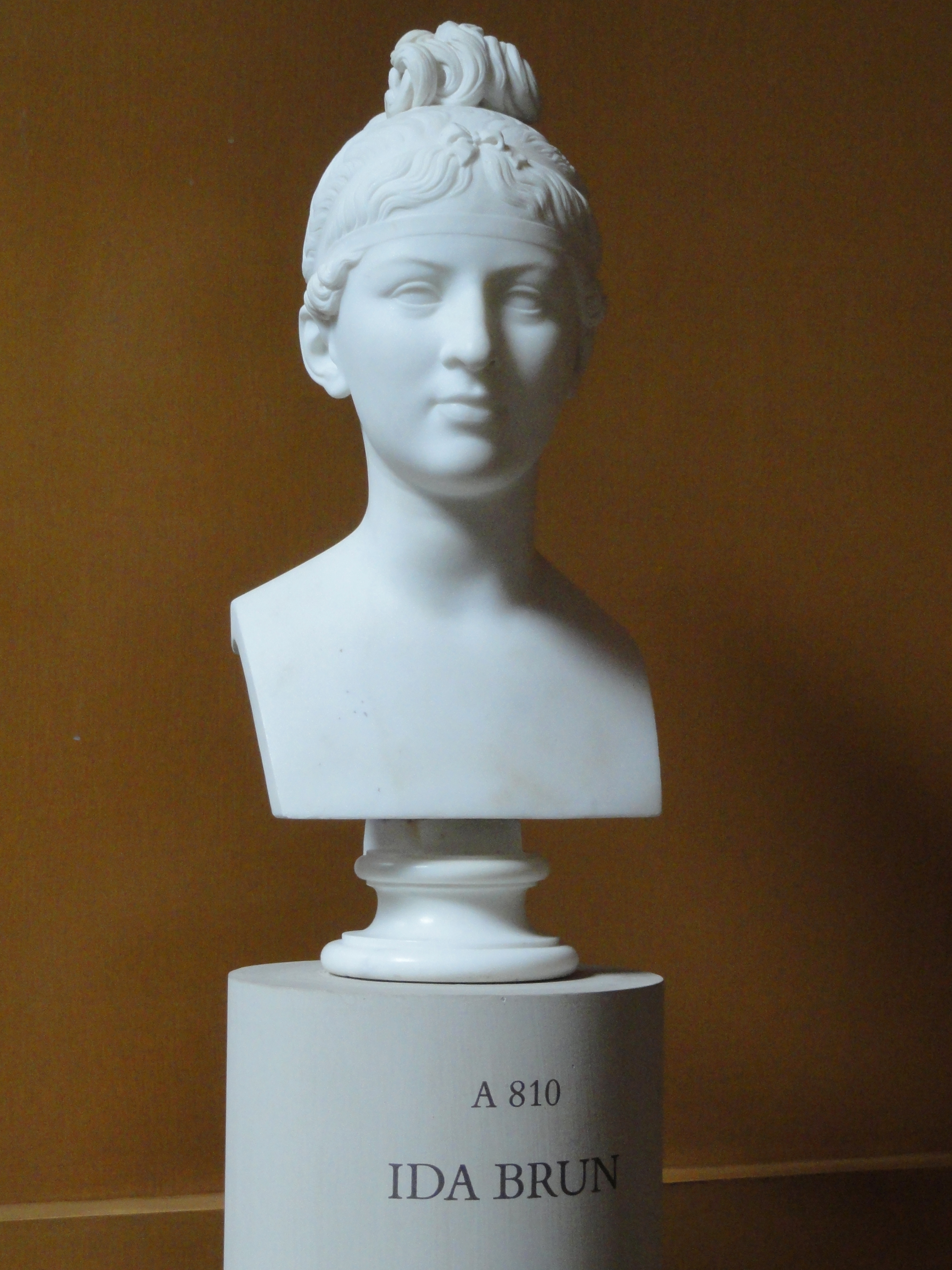
Skulptur von Bertel Thorvaldsen